# Azucena Villaflor
Azucena Villaflor, född 7 april 1924, död 10 december 1977 var en argentinsk aktivist och en av grundarna av Madres de la Plaza de Mayo, en människorättsorganisation som letar efter offren för påtvingade försvinnanden under Argentinas smutsiga krig.

## Uppväxt
Villaflor föddes i en arbetarklassfamilj till Florentino Villaflor, en 21-årig ullfabriksarbetare, och hans 15-åriga fru, Emma Nitz. Villaflors fars familj hade en historia av inblandning i militant peronism.

## Madres de Plaza de Mayo
Den 30 november 1976, åtta månader efter upprättandet av den nationella omorganisationsprocessen, bortfördes Villaflors son Néstor och hans flickvän Raquel Mangin. Villaflor gjorde försök att hitta dem genom inrikesministeriet och sökte också stöd från militärprästen Adolfo Tortolo; under sökandet började Villaflor träffa andra kvinnor som letade efter försvunna släktingar.
Efter sex månader bestämde sig Villaflor för att starta en serie demonstrationer för att offentliggöra Néstor och Raquels försvinnanden. Den 30 april 1977 åkte hon och tretton andra mödrar, inklusive María Adela Gard de Antokoletz, till Plaza de Mayo i centrala Buenos Aires, framför Casa Rosada, på grund av att Villaflor ansåg att detta var en politiskt och historiskt viktig plats i Argentina. Den ursprungliga protesten, som förvandlades till en marsch efter att militären beordrat att de inte "grupperar sig" utan "cirkulerar" runt torget, inträffade på en lördag; den andra på en fredag; och därefter varje torsdag kl. 15.30.

## Försvinnande och död

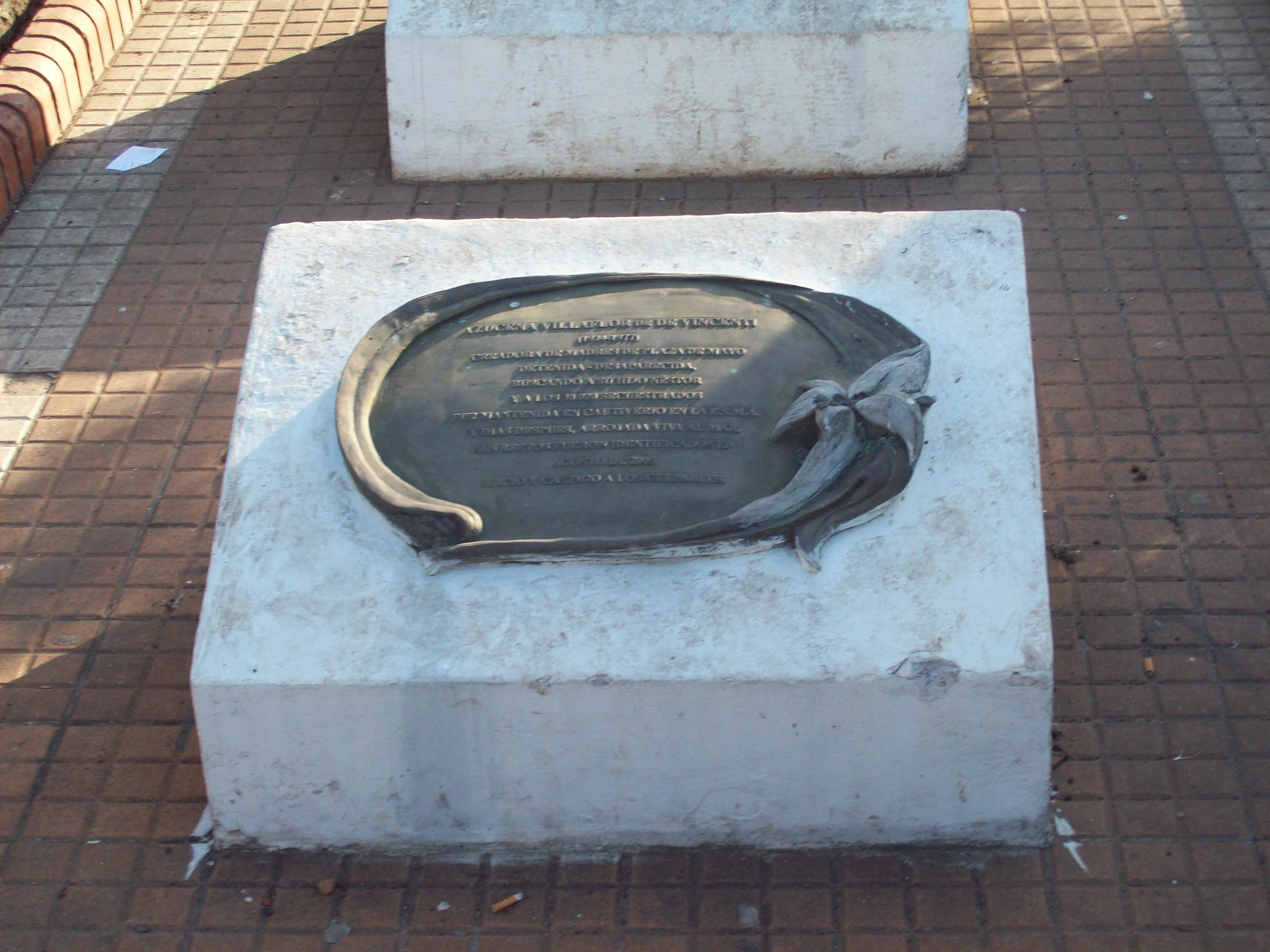
Villaflors gravsten

### Kidnappning och mord
Den 10 december 1977 publicerade mödrarna på Plaza de Mayo en annons med namnen på deras försvunna barn. Samma natt togs Villaflor av beväpnade individer från sitt hem i Villa Dominico, och rapporterades ha hållits fängslad i ett koncentrationsläger tillhörande Escuela de Suboficiales de Mecánica de la Armada, som drevs av Alfredo Astiz vid den tiden. Man tror att Villaflor torterades den natten tillsammans med andra kidnappade kvinnor, inklusive en grupp franska nunnor, och att de mördades några dagar senare.
Den 20 december 1977 spolades flera kroppar upp vid stranden av Santa Teresita och Mar del Tuyú i Buenos Aires-provinsen. Medan dödsorsaken rapporterades vara "påverkan på hårda föremål från stor höjd", i överensstämmelse med den så kallade dödsflykten, som berättas av den tidigare argentinska sjöofficeren och dömde brottslingen Adolfo Scilingo. Kropparna identifierades inte och begravdes på en kyrkogård i General Lavalle.

## Uppgrävning och identifiering
År 2003 startade uppgrävningar av det argentinska forensiska antropologiteamet, som i slutändan skulle identifiera fem kvinnors kroppar, de som var Villaflor, Esther Ballestrino, María Ponce de Bianco, Ángela Auad och Léonie Duquet, som alla hade försvunnit 1977; Villaflors kropp identifierades formellt i en rapport som publicerades den 8 juli 2005. Kropparna visade frakturer som överensstämde med ett fall och en stöt mot en fast yta, vilket ledde till hypotesen att kvinnorna hade dödats under en dödsflygning, som berättas av den tidigare argentinske sjöofficeren och dömde brottslingen Adolfo Scilingo.
Villaflors kvarlevor kremerades och begravdes vid foten av Pirámide de Mayo i centrum av Plaza de Mayo den 8 december 2005, efter mödrarnas 25:e årliga motståndsmarsch; platsen valdes av hennes överlevande barn.

## Eftermäle
En biografi om Villaflor skrevs av Enrique Arrosagaray, ursprungligen publicerad 1997. En gata uppkallades efter henne i Buenos Aires 1996.